# Can Prat de la Plaça
Can Prat de la Plaça és una obra de Santa Pau (Garrotxa) inclosa a l'Inventari del Patrimoni Arquitectònic de Catalunya.

## Descripció
Can Prat de la Plaça és una gran masia situada a la Fageda d'en Jordà; és de planta rectangular amb el teulat a dues aigües amb els vessants encarats cap a les dues façanes laterals. Disposa de planta baixa -destinada a quadres pel bestiar- amb tres grans arcades de pedra a la façana principal. El primer pis era la planta noble; s'hi accedia per una bonica escala de pedra situada a la façana sud de la casa; a la façana oest, la principal, hi ha tres amplies arcades de punt rodó. El tercer pis servia de graner i té una gran balconada amb pilastres que aguantaven la coberta de la casa i conserva les baranes de fusta originals.
Can Prat va ser bastida amb carreus molt ben escairats situats als angles i les obertures. És de les poques cases situades a la Fajeda d'en Jordà que no foren aixecades amb pedra volcànica. Annexionat a la façana sud hi ha una amplia pallissa de dos pisos sostinguda per dos contraforts. A la llinda de la porta principal dins un orbe es pot llegir "1792".